# Hellisheiði (Ölfus)

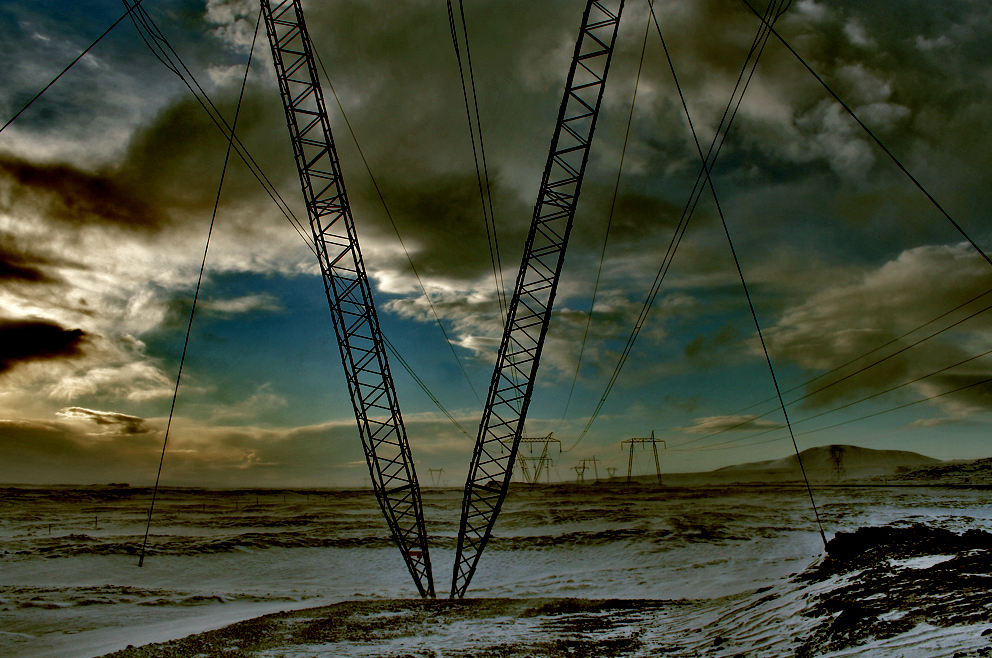
Hellisheiði zwischen Reykjavík und Hengilsvirkjun, rechts der kleine Berg Lýkilfell

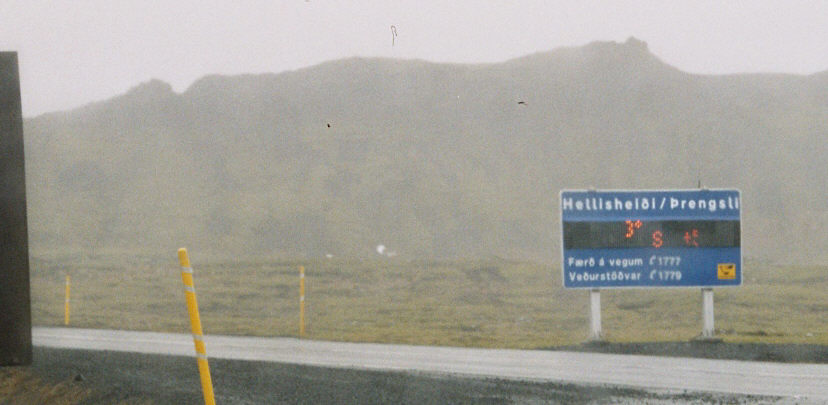
Tafel mit Windgeschwindigkeits- und Temperaturanzeige: der Hringvegur nahe der Hellisheiði

Die Hellisheiði [ˈhɛtlɪsˌheiːðɪ] ist eine Hochebene zwischen Reykjavík und Hveragerði in Südwestisland.
Sie liegt auf dem Gemeindegebiet von Ölfus.

## Geografie
Die Hochebene liegt südlich und westlich des Gebirgszugs Hengill.
Die Hellisheiði weist zahlreiche Spuren vergangener Vulkanausbrüche auf.
Der letzte soll vor etwa 1000 Jahren stattgefunden haben.
Aus einer ca. 6 km langen Spalte ergoss sich die jüngste Lava.
Die Gegend ist allerdings immer noch vulkanisch aktiv, wie sich an zahlreichen dampfenden Bohrlöchern unschwer erkennen lässt.
Sowohl der Hengill als auch der Gebirgszug der Bláfjöll mit dem Vífilsfell als höchster Erhebung (655 m) (auf dem Bild hinter der Anzeigetafel) gelten als aktive Vulkane.

## Geschichte
2006 ist das Hellisheiði-Kraftwerk in Betrieb gegangen.
Von der geplanten Leistung von 300 MW elektrisch und 400 MW thermischer Leistung sind im Oktober 2011 die geplanten 300 MW elektrischer Leistung voll ausgebaut und 133 MW der thermischen Energieerzeugung.
Vollausgebaut wäre es die zweitgrößte geothermale Anlage der Welt und die größte Islands.

## Verkehr
Über die Hellisheiði führt der Suðurlandsvegur als südlicher Teil des Hringvegurs.
Die Gegend ist immer ein Durchzugsgebiet gewesen.
Spuren alter Wege finden sich u. a. in Form von Vörður (Steinmännchen) an verschiedenen Orten.
Die alten Wege folgten allerdings nicht dem gleichen Verlauf wie die heutige Ringstraße.
Der erste von Wagen befahrbare Weg wurde 1895 erstellt.